# Хераклейска чешма
Чешмата (на македонска литературна норма: Чешма) е археологически обект в античния македонски град Хераклея Линкестис, Северна Македония.

## Описание
Изградена е в 562 година. Има три красиви мраморни релефа – двата странични с риби, а централният с християнски символ.